# عملیات نظامی ترکیه در عفرین
عملیات نظامی ترکیه در عفرین تحت عنوان عملیات شاخهٔ زیتون در ۲۰ ژانویه ۲۰۱۸ توسط ارتش ترکیه صورت گرفت. این عملیات تهاجمی علیه مواضع چندین گروه کرد از جمله یگان‌های مدافع خلق، حزب اتحاد دموکراتیک، حزب کارگران کردستان، اتحادیه اجتماعات کردستان و نیروهای دموکراتیک سوریه در منطقه کردستان سوریه بود، که در اطراف شهر عفرین انجام شد. ترکیه اعلام کرده است که در این منطقه با «داعش و پ‌ک‌ک» نیز جنگیده‌است. در این رابطه هدر نوئرت، سخنگوی وزارت امور خارجه آمریکا، در ۲۶ ژانویه ۲۰۱۸ گفت: «ترکیه در شمال غرب سوریه داعش را کنار گذاشته و به دنبال پ‌ک‌ک است.»
رئیس‌جمهور ترکیه رجب طیب اردوغان این عملیات را در جهت پاکسازی آن منطقه از تروریست‌ها و «ایجاد منطقه امن برای صاحبان اصلی‌اش» و هم چنین به عنوان «هشدار عملی» برای نشان دادن «قاطعیت ترکیه در زمینهٔ مبارزه با تروریسم» توصیف نمود. بشار اسد، رئیس‌جمهور سوریه، پس از آغاز درگیری‌ها، حملهٔ ترکیه را محکوم کرده و ضمن «وحشیانه» خواندن این عمل، حمله به عفرین را جزئی از سیاست «حمایت از تروریسم» دولت ترکیه دانست. نیروهای کرد تحت حمایت ایالات متحده در سال ۲۰۱۶ توانسته بودند این شهر را از داعش بگیرند.
جامعه بین‌الملل شامل ایالات متحده، فرانسه و روسیه از این حملات ابراز نگرانی کردند. درون خاک ترکیه نیز راهپیمایی‌هایی ضد این عملیات صورت گرفت و اردوغان گفت این راهپیمایی‌ها برای شرکت‌کنندگان «گران» تمام می‌شود. پس از آن ده‌ها نفر در راهپیمایی‌ها دستگیر شدند و دولت ترکیه محدودیت‌های وسیعی برای گزارش اخبار این عملیات برقرار کرد. شورای امنیت سازمان ملل در نشست خود که بدون حضور نماینده آمریکا برگزار شد، هیچ تصمیمی دربارهٔ حمله ترکیه به سوریه اتخاذ نکرد.
بنا بر گزارش سازمان ملل از ماه مارس در حدود ۱۶۷۰۰۰ نفر به خاطر حملهٔ ترکیه به عفرین، از این منطقه فراری شدند. بر اساس گزارشی که از منابع مستقر در منطقه از سوی سازمان ملل منتشر شد، افرادی که باقی ماندند، کسانی بودند که توان فرار نداشتند. خبرگزاری آناتولی ترکیه از توزیع کمک‌های بشردوستانه میان غیرنظامیان عفرین توسط نیروهای مسلح ترکیه و ارتش آزاد سوریه خبر داد. همچنین ترکیه گفت با تصرف عفرین از ماه ژانویه تا مارس ۷۷۸۳ پناهجوی سوری که در شهرهای ترکیه ساکن بودند، از مرز ریحانلی گذر کرده و وارد خاک کشورشان شدند.
به گفتهٔ یک عضو نیروهای دموکراتیک سوریه، در میان جنگجویانی که در عفرین علیه ارتش ترکیه جنگیدند، شهروندان آمریکایی، بریتانیایی و آلمانی نیز وجود داشتند. بنا به گفته نیروهای ترکیه و اردوغان، این درگیری هیچ قربانی غیرنظامی نداشت. در مقابل، طبق ادعای نیروهای دموکراتیک و دیدبان حقوق بشر سوریه، ۲۸۹ الی ۵۰۰ غیرنظامی در حملات هوایی کشته شدند.
در پنجاه و هشتمین روز از عملیات، ارتش ترکیه به همراه ارتش آزاد سوریه در تاریخ ۱۸ مارس مرکز شهر عفرین را از نیروهای دموکرات پس گرفته و پرچم‌های خود به اهتزاز درآوردند. اما نیروهای ی‌پ‌گ گفتند که جهت تغیر تاکتیک جنگ از حالت تدافعی به تهاجمی و شروع جنگ‌های پارتیزانی و همچنین حفظ جان شهروندان غیرنظامی و پیشگیری از تخریب شهر خود، اقدام به جابجایی نیروهای خود کرده‌اند.

## پیش زمینه‌های جنگ
در پی شکست داعش در سوریه، دو جریان در ارتباط با تحولات سوریه شکل گرفت: بخش اول شامل کلیت دولت سوریه و ارتش این کشور است که در عملیات میدانی کنترل مناطق عمدهٔ سوریه را بر عهده گرفتند و بخش دوم حمایت آمریکا از گروه‌ها و نیروهایی که در بخشی از خاک سوریه حضور دارند و این نقطهٔ تقابل به پیچیدگی اوضاع سوریه منجر شد. نیروهای دموکرات سوریه که با بازپس‌گیری برخی مناطق سوریه تحت پشتیبانی زمینی و هوایی آمریکا، شهر الرقه و مناطق گسترده‌ای از شرق فرات را تحت کنترل خود درآوردند، به‌مثابه هسته‌های اولیهٔ نیروی نظامی جدید آمریکایی در مرزهای جنوبی ترکیه و داخل خاک سوریه بودند. از سوی دیگر بر اساس داده‌های بودجه کنونی، آمریکا ۵۰۰ میلیون دلار به تأمین مالی این نیروها و تجهیز آنان به سلاح‌های پیشرفته اختصاص داد.
منابع ترکیه گزارش دادند که تجهیزات نظامی آمریکایی روزهای ۱۶ و ۱۹ ژانویه به شهر تل ابیض که تحت کنترل نیروهای سوریه دموکراتیک است، رسیدند. آنکارا معتقد بوده که این شهر در واقع تحت سلطهٔ نیروهای حزب کردستان ترکیه (پ‌ک‌ک) در پوشش نیروهای سوریه دموکراتیک (نیروهای تحت حمایت آمریکا) است. طبق گزارش منابع ترکیه‌ای، نیروهای آمریکایی طی دو روز اقدام به عملیات اطلاعاتی در مرزهای ترکیه با سوریه کردند و پس از آن نیروهای وابسته به پ‌ک‌ک در نزدکی گذرگاه تل ابیض واقع در شهرستان آقچه قلعه ترکیه مستقر شدند.
در پی این رخدادها رئیس‌جمهوری ترکیه رجب طیب اردوغان هشدار داد که ارتش این کشور هر آن ممکن است به عفرین، واقع در شمال سوریه، حمله کند. عفرین در آن زمان توسط یگان‌های مدافع خلق، متشکل از کردهای سوریه، کنترل می‌شد؛ گروهی که از نظر مقامات ترکیه با حزب کارگران کردستان رابطهٔ تنگاتنگی دارد و این در حالی است که آمریکا از این گروه حمایت می‌کند.

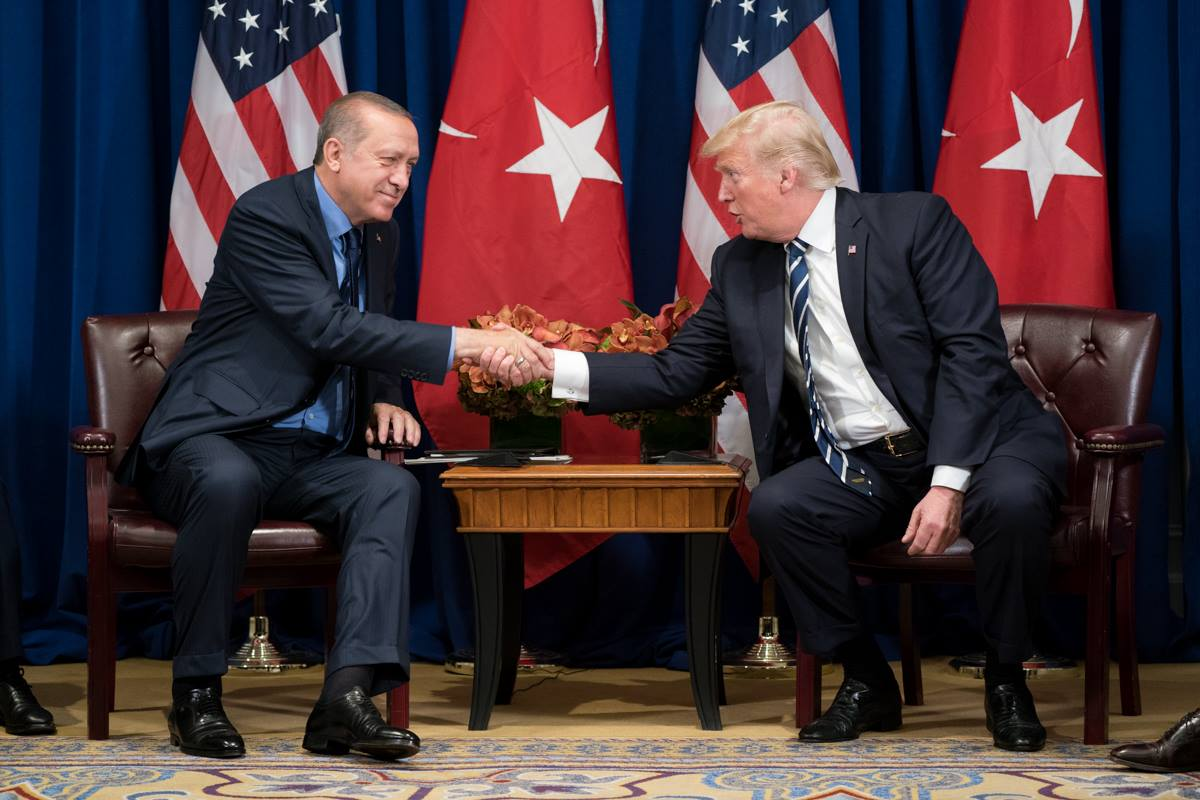
آمریکا و ترکیه تا چندی پیش در جنگ سوریه با یکدیگر متحد بودند.

حزب عدالت و توسعه که در قضایایی مانند سرکوب‌های پس از کودتای نافرجام و پروندهٔ رضا ضراب درگیر مناقشات دیپلماتیک با متحد پیشینش، آمریکا، بوده و تداوم حمایت دولت ترامپ از نیروهای کرد سوریه را خط قرمزی در روابط خود با آمریکا و در واقع تهدیدی جدی برای تمامیت ارضی ترکیه می‌دانست. جنگ لفظی ترکیه و آمریکا زمانی تشدید شد که سرهنگ تامس ویل، سخنگوی ائتلاف بین‌المللی علیه داعش که آمریکا رهبری آن را به عهده دارد، از تشکیل یک «نیروی مرزبانی» جدید در مرزهای سوریه با ترکیه و کرانهٔ شرقی فرات خبر داد. او گفته بود که «در حال حاضر ۲۳۰ نفر در کلاس‌های اولیهٔ آموزشی حضور دارند و هدف این است که این نیرو به ۳۰ هزار نفر برسد.» این اقدام خشم ترکیه را برانگیخت و سفیر آمریکا را به وزارت خارجه احضار کرد و خواستار توضیح شد. اردوغان هم بلافاصله هشدار داد: «اگر در عفرین تروریست‌ها تسلیم نشوند، آنجا را بر سرشان خراب خواهیم کرد. اگر قول‌هایی که در خصوص منبج به ما داده شده‌است، عملی نشود، مجبور هستیم خودمان وارد عمل شویم. آمریکا ۴۹۰۰ کامیون سلاح تحویل نیروهای کرد سوری داده و ترکیه چنین متفقی را نمی‌خواهد.» او اضافه کرد: «شما یک ارتش ۳۰ هزار نفری می‌خواهید تشکیل دهید. ما آن را در نطفه خفه خواهیم کرد. ارتش ما طی مدت کوتاهی مسئلهٔ منبج و عفرین را حل خواهد کرد. تدارکات لازم به پایان رسیده و هر لحظه امکان شروع عملیات وجود دارد.» مولود چاووش‌اوغلو، وزیر خارجه ترکیه، هم در یک هشدار تند به آمریکا گفت، روابط ترکیه با آمریکا آسیب جبران‌ناپذیری خواهد دید و این کشور نمی‌تواند به نام ائتلاف بیانیه صادر کند. او تأکید کرد: «آمریکا باید موضع خود را مشخص کند، یا متحدان خود یا گروه‌های تروریستی را ترجیح می‌دهد.» رئیس‌جمهور ترکیه، رجب طیب اردوغان، نیز گفت «عملیات ما نه برای اشغال عفرین، بلکه جهت پاکسازی آن از تروریست‌ها و ایجاد منطقه امن برای صاحبان اصلی‌اش است. عملیات شاخهٔ زیتون هشدار عملی ما به کسانی است که حاضر به درک قاطعیت ترکیه در زمینهٔ مبارزه با تروریسم نیستند.» او همچنین گفت «به دنبال عملیات در عفرین شهر منبج را نیز از حیث گروه‌های تروریستی پاکسازی خواهد کرد.»
در عفرین، بر خلاف بخش‌های دیگر کردستان سوریه، نیروهای آمریکایی حضور نداشتند و این منطقه پایگاه روسیه بود. روسیه علاوه بر در اختیار داشتن چند صد نیروی نظامی در شرق عفرین، کنترل حریم هوایی این منطقه را نیز در دست داشت. روس‌ها ابتدا تلاش کردند تا ی‌پ‌گ را مجاب کنند اجازه دهد نیروهای ارتش سوریه وارد عفرین شوند تا جلوی ورود نظامیان ترکیه را بگیرند؛ ولی کردها درخواست روسیه را نپذیرفتند. به نظر آسو صالح، تحلیل‌گر بی‌بی‌سی، روسیه به همین خاطر نیروهایش را از عفرین خارج کرد و عملاً اجازهٔ ورود ترکیه به خاک سوریه را صادر کرد. روس‌ها با این تصمیم از طرفی دو عضو ناتو، ترکیه و آمریکا، را در مقابل یکدیگر قرار داده و رضایت مقامات ترکیه را جلب کردند و از طرف دیگر با در تنگنا قرار گرفتن ی‌پ‌گ، موجب وابستگی کردها به دولت سوریه شدند و بخشی از مشروعیت از دست رفتهٔ بشار اسد را بازگرداندند. حسین آقایی، تحلیلگر سیاسی، عملیات ترکیه علیه کردهای سوریه را با «چراغ سبز» روسیه و ایران دانسته و پیروزی ارتش سوریه بر تحریر الشام در جنوب‌شرقی استان ادلب، هم‌زمان با آغاز عملیات شاخهٔ زیتون، را مرتبط با مذاکرات مقامات ترکیه و روسیه می‌داند.

## گروه‌های درگیر

### ترکیه و ارتش آزاد تحت حمایتش
بزرگترین گروه این جبهه بین ۱۰٬۰۰۰ تا ۲۵٬۰۰۰ نفر عضو دارد؛ مبارزان شورشی عرب و ترکمن تحت لوای دولت انتقالی سوریه و ارتش آزاد تحت حمایت ترکیه در این گروه می‌جنگند. دومین گروه بزرگ دارای ۶٬۴۰۰ عضو است. سربازان از پشتیبانی نیروهای مسلح ترکیه و حمایت نیروی هوایی برخوردار بوده‌اند.
به گزارش ایندیپندنت، ترکیه متهم به استفاده از جنگجویان سابق داعش در صفوف ارتش خود بوده و احتمالاً درجه‌داران داعشی دسته‌هایی را در عملیات عفرین رهبری کرده‌اند. چندین مبارز جهادی در گروه تحت حمایت ترکیه، در ویدئویی سران کرد را «کافر» خوانده و تهدید به قطع کردن سرشان کردند. در ویدیوی دیگری از شورشیان حامی ترکیه، عده‌ای از آنان از نبردهای پیشین در تورا بورا (به رهبری اسامه بن لادن)، گروزنی و داغستان ستایش کرده و می‌گویند: «حالا عفرین ما را فرا می‌خواند.»
در ۲۸ ژانویه ۲۰۱۸ حدود ۵۰۰ تن از مسلمانان ترکستان شرقی که مقیم ترکیه می‌باشند، در استانبول گردهمایی کرده و با حمایت از عملیات شاخه زیتون برای حضور در جبهه‌های این جنگ اعلام آمادگی کردند.

### فدراسیون دموکراتیک شمال سوریه
بزرگترین گروه این جبهه در حدود ۲۰٬۰۰۰ عضو، به عنوان نیروهای مسلح فدراسیون دموکراتیک شمال سوریه، دارد. این نیروها شامل اعضای نیروهای دموکراتیک سوریه (تحت حمایت حزب اتحاد دموکراتیک و شاخهٔ نظامی یگان‌های مدافع خلق (YPG)), نیروهای دفاع از خود ناحیه عفرین و مبارزان خارجی می‌شدند. به علاوه، جنگجویانی از گروه‌های متحدین سنجار، یگان آزادی بین‌المللی نیروهای طرفدار دولت سوریه (بیش از ۸۰۰ نفر) نیز در این میان حضور داشتند.
یگان‌های مدافع زنان (YPJ) نیز در دفاع از عفرین حضور داشتند. این گروه از زنان فمنیستی تشکیل شده‌است، که خواستار باز تعریف نقش زن در جامعه و تغییر دیدگاه سنتی دربارهٔ جنسیت هستند. توکشین بوتان و زیلان جودی، از فرماندهان یگان‌های مدافع زنان، در عملیات ترکیه و متحدانش کشته شدند.
در اواخر ماه ژانویه، گزارش‌های مبنی بر حضور جنگجویان خارجی غربی از جمله آمریکایی‌ها، انگلیسی‌ها و آلمانی‌ها، در میان دیگر مبارزان جبههٔ فدراسیون دموکراتیک، برای کمک به دفاع از عفرین در برابر حملات ترکیه، منتشر شد.خبرگزاری آناتولی در این باره گفت «شمار زیادی از جنگجویان ی‌پ‌گ کردتباران ایرانی، عراقی، ترکیه‌ای، آلمانی، هلندی و بلژیکی عضو پ‌ک‌ک هستند و مدیران ی‌پ‌گ ترک‌تباران عضو پ‌ک‌ک می‌باشند که در کوه قندیل آموزش دیده‌اند.» همچنین این خبرگزاری اذعان داشت «سازمان‌های کردتبار اروپایی اقدام به حمایت از گروه‌های ی‌پ‌گ و پ‌ک‌ک می‌کنند و اکثر جنگجویان خارجی ی‌پ‌گ تبعه آلمان می‌باشند.» گزارش‌ها حاکی است که حدود ۷۰۰ الی ۱۲۰۰ جنگجوی خارجی در صف ی‌پ‌گ حضور داشتند. در ۱۲ فوریه، ۲ مبارز خارجی به نام‌های اولیویر فرانسیس جین لکلانچه، تبعهٔ فرانسه، و ساموئل پاردا لئون، تبعهٔ اسپانیا، در عفرین کشته شدند. در ۲۴ فوریه نیز فعال سیاسی ایسلندی، به نام هاکور هیلمارسون، که در میان یگان‌های مدافع خلق می‌جنگید، در حملهٔ هوایی ترکیه کشته شد. مبارزین دیگری همچون اعضای حزب کمونیست مارکسیست-لنینیست (MLKP) از ترکیه، آنا کمپبل از بریتانیا و دکتر آلینا سانچز، زن آرژانتینی، نیز در میان کشته شدگان نیروهای دموکراتیک سوریه در عفرین بوده‌اند.

## روزشمار درگیری

### ماه ژانویه؛ پیشروی‌های ترکیه
روز جمعه ۱۹ ژانویه توپ خانه‌های ارتش ترکیه عفرین را مورد هدف قرار دادند. در پی این حمله نورالدین چانکلی، وزیر دفاع ترکیه، اعلام کرد این درگیری فقط حملهٔ توپ‌خانه‌ای می‌باشد و نیروی زمینی ترکیه هنوز وارد خاک سوریه نشده‌است. یگان‌های مدافع خلق (ی‌پ‌گ) گفتند که ترکیه تنها در شب اول حمله ۷۰ راکت به سمت عفرین شلیک کرد. در روز دوم این درگیری جنگنده‌های ترکیه پایگاه‌های ی‌پ‌گ و پ‌ی‌د را بمباران کردند.
بر اساس گفته سازمان وابسته به بریتانیای دیدبان حقوق بشر سوریه (SOHR) در روز اول موشک‌باران مواضع نیروهای دموکراتیک سوریه، دسته کم ۱۴ نفر در یک بیمارستان روانی زخمی شدند. طبق گزارش رسانه‌های ترک ۲۰ اتوبوس پیکارجویان ارتش آزاد سوریه وابسته به ترکیه در این روز از مرز اونجوپینار گذشته و وارد خاک سوریه شدند. یک خبرنگار AFP نیز گزارش کرده‌است که ۳۰ اتوبوس نیز از مرز ریحانلی ترکیه وارد سوریه شده‌اند.

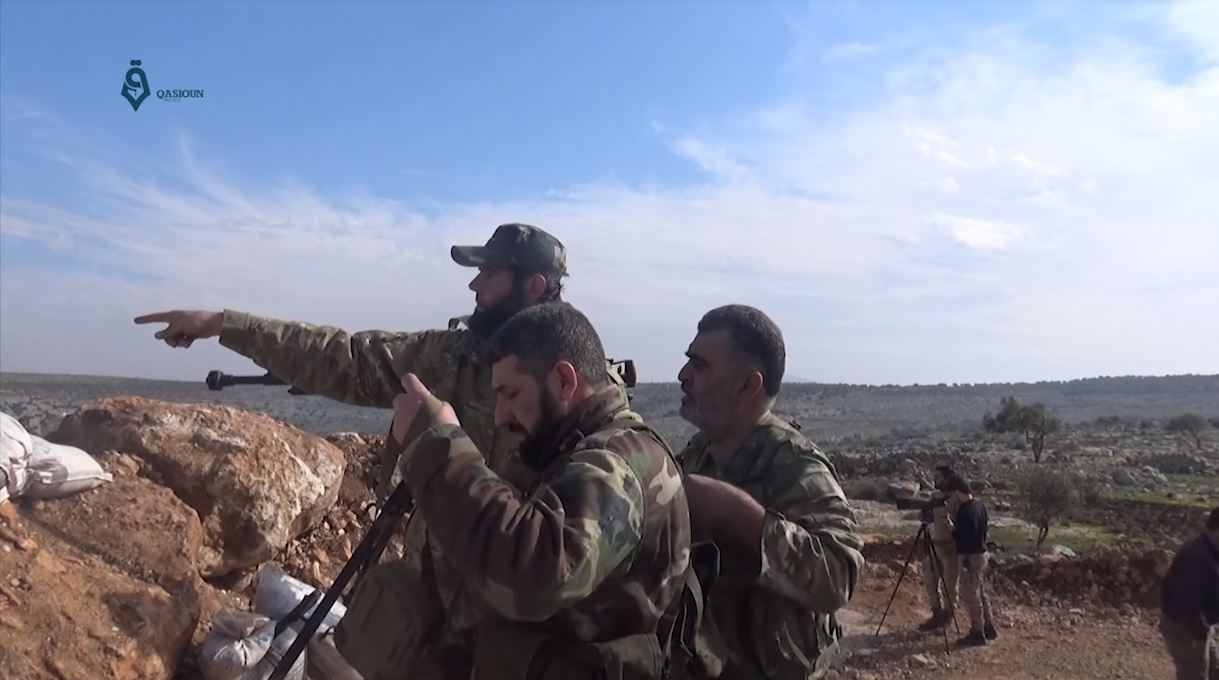
معارضان سوری تحت حمایت ترکیه در نزدیکی شهر عفرین

بر اساس گزارش خبرگزاری هاوار، وابسته به حزب اتحاد دموکراتیک سوریه، سربازان ارتش انقلابی در ۲۰ ژانویه در منطقه شهباء ۴ سرباز ارتش ملی سوریه که وابسته به ترکیه بودند، را کشتند. همچنین این خبرگزاری گزارشی مبنی بر کشته شدن غیرنظامیان در موشک‌باران عفرین داد. در آن روز (۲۰ ژانویه) یگان‌های مدافع خلق (ی‌پ‌گ) در پاسخ به حملهٔ ترکیه شهرهای مرزی کیلیس و ریحانلی را موشک‌باران کردند. ارتش ترکیه نیز از بمباران ۱۵۰ هدف در عفرین خبر داد.
ستاد کل ارتش ترکیه با انتشار بیانیه‌ای در وبسایت خود اعلام کرد: «هدف از این حمله، ایجاد منطقه‌ای امن و با ثبات در مرز جنوبی ترکیه و پاکسازی منطقه از لوس تروریست‌های پ‌ک‌ک، ک‌س‌ک، پ‌ی‌د، ی‌پ‌گ و داعش می‌باشد.» ۲۱ ژانویه ۲۰۱۸ رسانه‌های ترک از حرکت ارتش ترکیه به سمت عفرین خبر دادند و اذعان داشتند که ترکیه موفق به ۵ کیلومتر پیشروی در خاک سوریه شده‌است. حقوق بشر سوریه نیز در این باره گفت ارتش ترکیه با شبه‌نظامیان کرد در مرز شمالی و غربی عفرین درگیر شدند. بشار اسد، رئیس‌جمهور سوریه، پس از آغاز درگیری‌ها حملهٔ ترکیه را محکوم کرده و ضمن «وحشیانه» خواندن این عمل، حمله به عفرین را جزئی از سیاست «حمایت از تروریسم» دولت ترکیه دانست.
۲۲ ژانویه نیروهای ترکیه اعلام کردند که هفت روستا را تصرف کردند ولی ی‌پ‌گ ۲ عدد از آن‌ها را بازپس گرفت. در همان روز خبرهایی مبنی بر کشته شدن تعدادی از سربازان ترک منتشر شد. روز بعد، یعنی ۲۳ ژانویه، ارتش آزاد تحت حمایت ترکیه پیشروی چندانی نداشت و هر دو طرف درگیر در جنگ متحمل تلفات سنگینی شدند. که از این بین می‌توان به کشته شدن یکی از فرماندهان ارشد ارتش آزاد تحت حمایت ترکیه اشاره کرد. در همین حال، حدود ۵٬۰۰۰ غیرنظامی خانه‌های خود را در شمال و غرب عفرین ترک کرده و به مناطق مرکزی این منطقه پناه بردند.
۲۷ ژانویه زولو هما، یکی از رزمندگان یگان‌های مدافع زنان، خود را با کمربند نارنجک به زیر یک تانک ترکیه انداخت و علاوه بر انهدام تانک باعث کشته شدن دو سرباز ترک شد ولی خبرگزاری‌های ترکیه هرگونه کشته یا زخمی شدن سربازانشان را در این واقعه تکذیب کردند. این اولین باری بود که نیرهای کرد به روش حمله انتحاری به نیروهای ترک حمله کردند.
۲۸ ژانویه نیروهای ترک با تصرف منطقهٔ استراتژیک کوه برسا موفقیت بزرگی را به دست آوردند. به گفتهٔ خبرگزاری‌های کرد، ترکیه از ۲۲ ژانویه در این منطقه در حال جنگ با نیروهای کرد بود و چندین بار هم از آن‌ها شکست خورد ولی در نهایت در ۲۸ ژانویه نیروهای ترک این منطقه را تصرف کردند. گفته شده کنترل منطقهٔ برسا در آن روز چندین بار بین نیروهای کرد و ترک جابه‌جا شد ولی در نهایت نیروهای ترک با فرماندهی اسماعیل متین تمل توانستند بر منطقه مسلط شوند.

### ماه فوریه؛ مقاومت کردها و مداخله ارتش سوریه

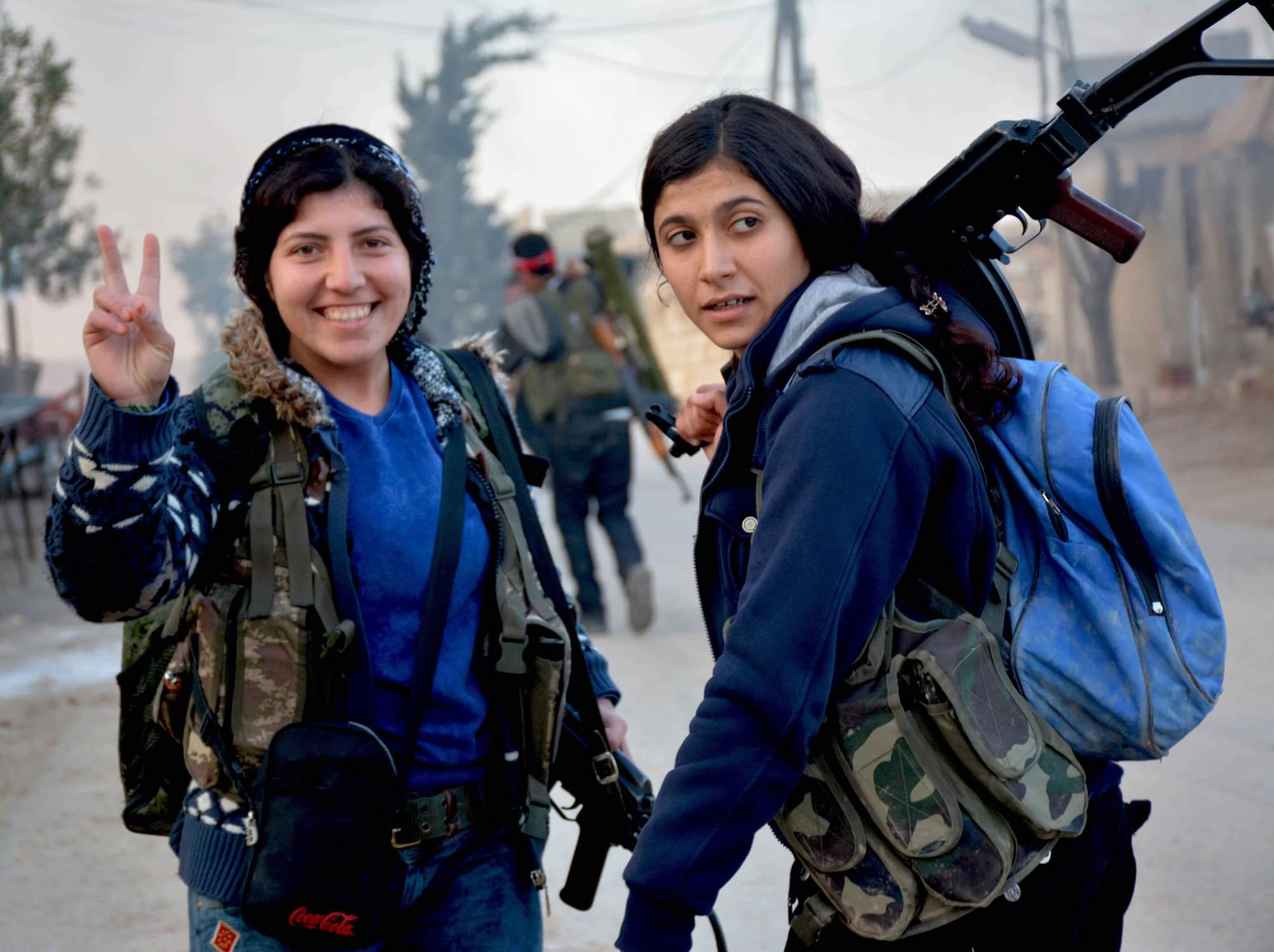
اعضای یگان‌های مدافع زنان حاضر در عفرین

با آغاز ماه فوریه، بعضی از گروه‌های شورشی که از طرف ارتش ترک می‌جنگیدند، به دلیل تشدید حملات ارتش سوریه از عفرین عقب‌نشینی کردند. در سوم مارس ۲۰۱۸ نیروهای ارتش ترکیه و عناصر ارتش آزاد موفق به تصرف شهرک راجو شدند.
در تاریخ ۱ فوریه ۲۰۱۸ مرکز دیدبان حقوق بشر سوریه ویدئویی از جسد مثله شده یک دختر کرد عضو نیروهای حفاظت از خلق کرد منتشر کرد. رامی عبدالرحمن مدیر مرکز دیدبان سوریه در امور حقوق بشر در مصاحبه با تلویزیون فرانس ۲۴ اعلام کرد، این ویدیو را نیروهای ارتش آزاد تحت امر ترکیه در جریان عملیات شاخه زیتون در اختیار او قرار داده‌اند و محل وقوع این جنایت را روستای قورنه در اطراف روستای بلبل در شمال استان عفرین اعلام کرد. اسم سازمانی این زن توسط فرماندهان کرد، بارین کوبانی اعلام شد. در ویدیو منتشره، جسد دختر عریان شده، سینه‌های او بریده شده و آثار جراحت عمیقی در اطراف ناحیهٔ شرمگاهی او دیده می‌شود. در کنار جسد مثله شده دختر، سه شاخه زیتون دیده می‌شد و اعضای ارتش آزاد در حال سلفی گرفتن با جسد او بودند.

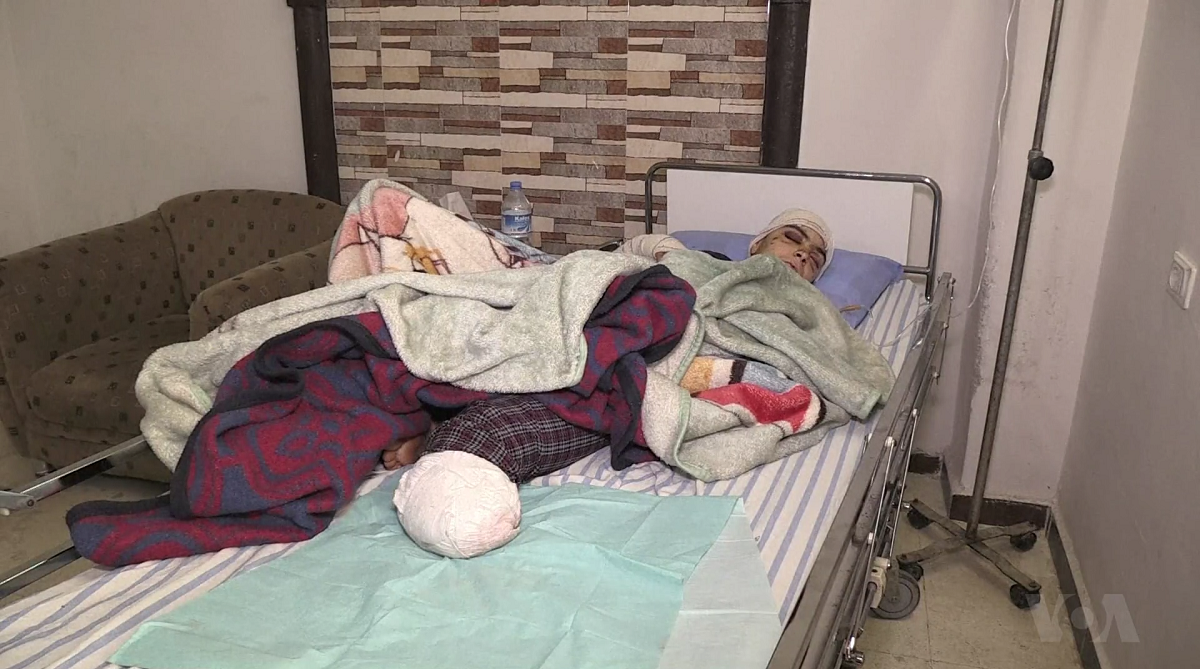
تصویر یکی از مجروحان غیرنظامی در اثر حملات هوایی ترکیه، در عفرین

شبکهٔ بی‌بی‌سی عربی هم در ویژه برنامه‌ای با «احمد بریمو»، کارشناس حوزه رسانه از غازی عنتاب، به بررسی موضوع پرداخته. این کارشناس هم اصالت ویدیو و هم ارتکاب آن توسط نیروهای ارتش آزاد را تأیید کرد. شبکه اسکای نیوز عربی هم در خبری در مورد مثله کردن «بارین کوبانی»، ارتکاب این جنایت توسط ارتش آزاد را تأیید کرد. انتشار ویدیوی این زن ۲۳ ساله موجب «خشم کردها» شد و کردها شورشیان سوری را به «اهانت» به جسد وی متهم کردند.
در ۷ فوریه حمله هوایی به تصفیه‌خانهٔ آب شرب منطقهٔ شرا باعث قطع آب عده‌ای از مردم شد. خبرگزاری ایرانی مهر می‌گوید نظامیان ترکیه خبرنگاران پرس تی‌وی و الکوثر را هدف گلوله قرار دادند.
۱۹ فوریه خبرگزاری سوریه خبرهایی مبنی بر توافق دولت سوریه و نیروهای کرد حاضر در عفرین را منتشر کرد. در واکنش به این اقدام مولود چاووش‌اوغلو، وزیر خارجه ترکیه، گفت: «ترکیه حاضر است در صورت تمایل سوریه به مبارزه با نیروهای ی‌پ‌گ، با ارتش این کشور همکاری کند ولی در صورت هم‌پیمان شدن ارتش سوریه با ی‌پ‌گ، نیروهای ترکیه همچنان به حملات خود ادامه خواهند داد.» نوری محمود، سخنگوی ی‌پ‌گ، نیز در مصاحبه با الجزیره گفت آن‌ها نیروهای طرفدار دولت سوریه را ارتشی برای اتحاد سوریه می‌پندارند ولی این گروه هنوز وارد عفرین نشده‌اند. با این وجود نوری محمود چندی بعد توافق با دولت سوریه را تکذیب کرد و صالح مسلم، فرمانده ی‌پ‌د، هر گونه توافق سیاسی با دولت سوریه را رد کرد و گفت توافق در مورد عفرین صرفاً نظامی است.

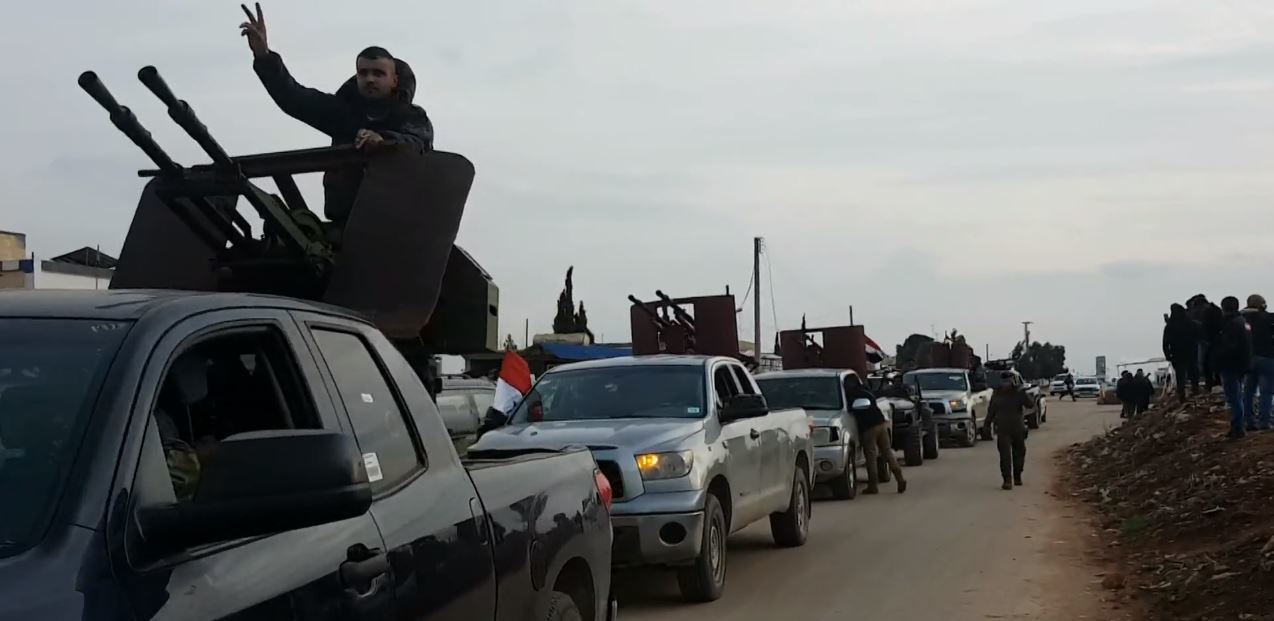
ورود نیروهای طرفدار دولت سوریه به منطقهٔ عفرین

۲۰ فوریه اردوغان اذعان داشت که در گفتگویی که با ولادیمیر پوتین داشته، به او گفته‌است در صورت ورود نیروهای دولت سوریه به منطقهٔ عفرین ترکیه با آن‌ها مقابله خواهد کرد. در همین حال، سرگئی لاوروف، وزیر امور خارجه روسیه، گفت که وضعیت عفرین می‌تواند از طریق گفتگوی مستقیم بین دمشق و آنکارا حل شود. با این حال بعد از ظهر ۲۰ فوریه، نیروهای طرفدار دولت سوریه با نام «ارتش مردمی» وارد منطقهٔ تحت کنترل ی‌پ‌گ عفرین شد. گفته می‌شود این نیروبخشی از نیروهای دفاع ملی سوریه به نام تیپ باقر بودند. رسانه‌های دولتی سوریه در روز ۲۱ فوریه اعلام کردند که نیروهای سوری بیشتری به منطقه اعزام می‌شوند.
در ۲۲ فوریه شبه نظامیان گروه جیش الشرقیه، در ارتش آزاد سوریه، اقدام به سرقت یک تراکتور مستعمل کردند و وقتی کشاورز مالک تراکتور به این اقدام اعتراض کرد، او را با شلیک چند گلوله به قتل رساندند.
۲۶ فوریه ی‌پ‌د تقریباً اکثر مناطق مرز مشترک با ترکیه را از دست داد. دولت ترکیه، ۲۸ فوریه، گفت قطعنامه ۲۴۰۱ شورای امنیت، با مضمون آتش‌بس سی روزه در سوریه، شامل عفرین نمی‌شود و ترکیه بخشی از درگیری‌های سوریه به حساب نمی‌آید. روز بعد، حقوق بشر سوریه گزارش داد که نیروهای ترکیه و متحدانش کنترل کامل مناطق مرزی را به دست آوردند که این خبر توسط رسانه‌های ترکیه نیز تأیید شد.

### ماه مارس؛ تصرف شهر عفرین
۱ مارس ارتش ترکیه اعلام کرد طی درگیری‌های رخ داده در آن روز ۸ سرباز کشته و ۱۳ سرباز دیگر زخمی شده‌اند. حقوق بشر سوریه نیز از کشته شدن ۱۷ سرباز ارتش سوریه و ۳۶ رزمنده نیروهای دفاع ملی سوریه در اردوگاه کاف جینا طی حملات جنگنده‌های ترکیه خبر داد.

مراحل تصرف عفرین توسط ترکیه و متحدانش

۳ مارس نیروهای ترک و متحدانشان منطقهٔ راجو، که یکی از مناطق استراتژیک کردها در غرب عفرین بود، را تصرف کردند. نیروهای ترکیه گفته‌اند که عملیات تصرف این منطقه را به آسانی و در عرض یک ساعت به پایان رسانده‌اند. این حقوق بشر سوریه نیز می‌گوید درگیری در آن روز پایان نیافت و نیروهای کرد ۳۰ درصد شهر را در اختیار داشتند. روز بعد، راجو هنوز تحت بمباران سنگین ترکیه بود و ترکیه دلیل این بمباران را تلاش برای تسلط کامل بر شهر اعلام کرد. نیروهای دموکراتیک سوریه نیز ورود ارتش ترکیه به راجو را تأیید کردند و افزودند درگیری تا عصر این روز (۴ مارس) ادامه داشت. حقوق بشر سوریه نیز اعلام کرد ارتش ترکیه هم‌زمان با راجو وارد شهر شیخ الحدید نیز شد. ۵ مارس به گفتهٔ حقوق بشر سوریه راجو به‌طور کامل به تصرف ترکیه درآمد.
۶ مارس نیروهای دموکراتیک سوریه اعلام کردند ۱۷۰۰ نفر از رزمندگانش که در خط مقدم جنوب رود دجله در منطقه دیرالزور مشغول جنگ با داعشیان بودند، پس از پیروزی در این منطقه به عفرین اعزام شدند. ۱۰ مارس ارتش ترکیه به پشت دروازه‌های عفرین رسید. ۱۳ مارس ارتش ترکیه اعلام کرد که شهر عفرین را به صورت کامل محاصره کرده‌است و در صدد حمله به مرکز این شهر می‌باشد و احتمال تصرف آن بسیار بالا است. روز بعد اعلام شد که هفت نظامی ترک و ۱۰ نفر از نیروهای حامی دولت سوریه طی درگیری‌ها کشته شدند.
عصر روز ۱۶ مارس حملهٔ هوایی ترکیه به تنها بیمارستان عفرین موجب کشته شدن دست کم ۱۶ نفر، من جمله دو زن باردار، شد و خسارات وارد بر بیمارستان موجب تعطیلی آن گشت. این خبر توسط هلال احمر کردستان و دیده‌بان حقوق بشر تأیید شد اما ارتش ترکیه با انتشار تصاویری از بیمارستان مذکور، این خبر را تکذیب کرد. به گفته خبرگزاری فرات، گرچه ترکیه سعی در تکذیب خبر حمله به بیمارستان داشت، اما در تصاویر هوایی منتشره توسط ترکیه به وضوح آثار حملات هوایی به بیمارستان دیده می‌شد. علاوه بر این تلویزیون ZDF آلمان پس از تکذیب گفته ترکیه، ویدئویی از بیمارستان منتشر کرد که خبر حمله هوایی، تخریب و تعطیلی بیمارستان را تأیید می‌کرد.

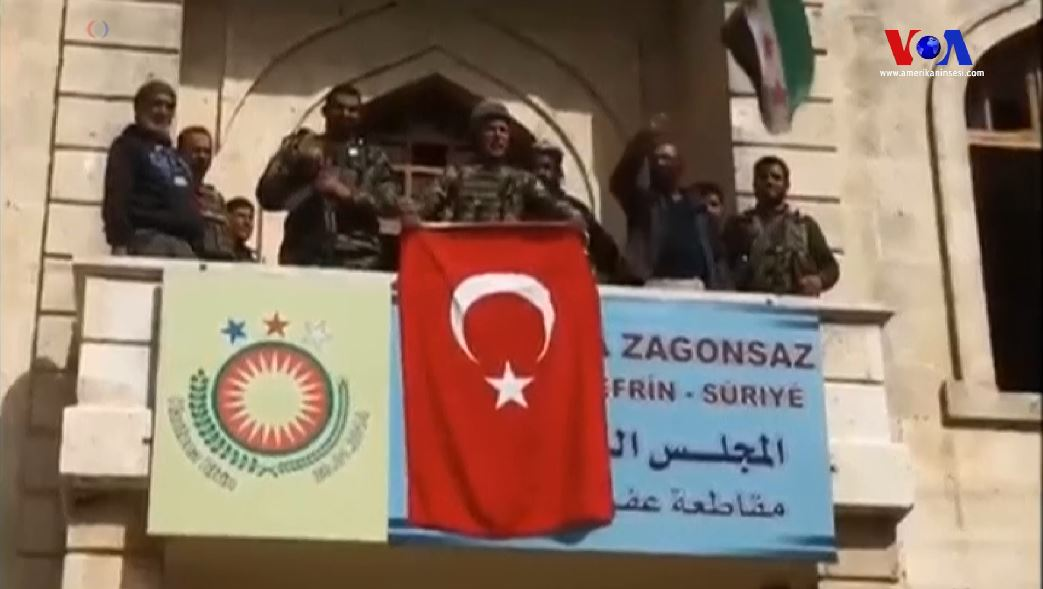
تصرف مرکز شهر عفرین توسط نیروهای ترک

۱۸ مارس نیروهای تحت حمایت ترکیه اعلام کردند که کنترل کامل شهر عفرین را به دست آوردند. شورشیان سوری تحت حمایت ترکیه گفتند هنگام ورود به عفرین با مقاومت جدی روبرو نشدند و گفته می‌شود یگان‌های مدافع خلق در میان مردم از شهر گریختند. عثمان شیخ عیسی، از رؤسای شورای اجرایی عفرین، در بیانیه‌ای تلویزیونی از «مرحله‌ای تازه در جنگ با ترکیه» خبر داد و گفت «غیرنظامیان منتقل شدند تا از فاجعه‌ای بدتر جلوگیری شود.» رسانه‌های ترکیه گزارش کردند که بمب‌هایی که نیروهای کرد پیش از خروج از شهر کار گذاشتند، باعث مرگ یازده تن شده.
خبرگزاری فرانسه در گزارشی به نقل از شاهدان عینی گزارش داد که ساکنانی که امکان فرار از عفرین را نداشته‌اند، خود را در زیرزمین‌ها مخفی کرده‌اند. بیشتر ساکنان این شهر اما راه فرار در پیش گرفته‌اند. به گزارش سازمان دیده‌بان حقوق بشر سوریه بیش از ۱۵۰ هزار تن از ساکنان عفرین شامگاه ۱۴ مارس برای نجات جان خود در برابر عملیات ترکیه از عفرین گریخته‌اند. بنا بر گزارش سازمان ملل در ۲۴ مارس نیز، در حدود ۱۶۷۰۰۰ نفر به خاطر حملهٔ ترکیه به عفرین، از این منطقه فراری شدند. در مقابل ترکیه گفت با تصرف عفرین، از ماه ژانویه تا مارس، ۷۷۸۳ پناهجوی سوری که در شهرهای ترکیه ساکن بودند، از مرز ریحانلی گذر کرده و وارد خاک سوریه شدند. دیده‌بان حقوق بشر سوریه پس از تصرف عفرین، در گزارشی از «غارت» این شهر توسط نیروهای ارتش آزاد خبر داد. خبرگزاری فرانسه نیز حمله به مغازه‌ها، رستوران‌ها و خانه‌ها و انتقال غذا، لوازم برقی، پتو و غیره به خارج از شهر را نقل کرده‌است.

## خسارات وارد شده به اماکن تاریخی و فرهنگی
در ۲۴ ژانویه در اثر اصابت راکت شلیک شده از داخل سوریه به مسجد قرن ۱۷امی شهر کیلیس ترکیه گنبد این مسجد تخریب گشت که موجب کشته شدن ۲ نفر از نمازگزاران زخمی شدن ۱۱ نفر دیگر شد.
۲۸ ژانویه میراث فرهنگی و دیدبان حقوق بشر سوریه اعلام کردند ارتش ترکیه معبد باستانی عین داره که متعلق به ۱۳۰۰ سال پیش از میلاد می‌باشد را تخریب کرده‌است. دولت سوریه خواهان اعمال فشارهای بین‌المللی برای جلوگیری از تخریب اماکن تاریخی توسط ارتش ترکیه شد. تصاویر منتشر شده از این معبد نشان دهنده تخریب کامل نیمی از معبد می‌باشد. با این حال ارتش ترکیه تمام این گفته‌ها را تکذیب کرده‌است.
۱۸ مارس معارضان تحت حمایت ترکیه پس از فتح عفرین مجسمه کاوه آهنگران، از نمادهای شهر عفرین، را پایین کشیدند که نیروهای دموکراتیک این اقدام را «اولین نقض فاحش فرهنگ و تاریخ مردمان کرد از زمان گرفتن عفرین» توصیف کردند. وزارت خارجه آمریکا از پس از کنترل عفرین توسط ترکیه، از اتفاقات رخ داده در این شهر ابراز نگرانی شدید کرد.
۲۳ مارس گزارش‌های منتشر شد که نشان می‌دهد، در اثر حملات هوایی ترکیه به عفرین به محوطه باستانی برد که در فهرست میراث جهانی یونسکو ثبت شده بود آسیب‌هایی رسانده و یک کلیسا و آرامگاه ۲ هزارساله را به‌طور کامل تخریب کرده‌است. حملات ارتش ترکیه منجر به نابودی تعدادی از ساختمان‌های باستانی و تاریخی مهم عفرین از جمله آرامگاه سنت مارون و کلیسای جولیانوس شد. این کلیسا یکی از قدیمی‌ترین کلیساهای مسیحی در جهان محسوب می‌شود که در پایان قرن چهارم پیش از میلاد ساخته شده بود. با این حال ارتش ترکیه تمام این گزارش‌ها را تکذیب کرد در ۲۹ مارس نیز در پی قطع کردن آب رودخانهٔ الاسود توسط حکومت ترکیه در استان ختای، مزارع آفتابگردان عفرین با خطری جدی روبرو شده‌اند.

## اعتراضات و حمایت‌ها

### در منطقه

#### ترکیه
این اقدام ترکیه مخالفت‌های کردهای ترکیه و سوریه را در پی داشت. در این خصوص رئیس‌جمهوری ترکیه، حامیان گروه‌های مخالف کرد را از تظاهرات علیه عملیات نظامی آنکارا در شمال سوریه برحذر داشت و گفت در این صورت، سر و کار معترضان با نیروهای امنیتی خواهد بود.
اردوغان که در برابر هزاران تن از حامیان حزب حاکم «عدالت و توسعه» در شهر بورسا سخن می‌گفت، از عملیات نظامی ارتش در عفرین سوریه دفاع کرد. روز سه شنبه ۲۳ ژانویه پلیس ترکیه ۴۲ نفر از مخالفان حمله نظامی به شهر عفرین در سوریه را بازداشت کرد. این عده به «اشاعه تبلیغات تروریستی» در شبکه‌های اجتماعی متهم شده‌اند. مسئول شاخه ازمیر حزب دموکراتیک خلق‌ها که حامی‌کردها است از جمله دستگیرشدگان هستند. تاکنون بیش از ۷۰ نفراز مخالفان حمله نظامی به عفرین در شهرهای مختلف ترکیه بازداشت شده‌اند. روز دوشنبه نیز برگزاری هرگونه راهپیمایی، تجمع و کنسرت موسیقی در آنکارا ممنوع اعلام شد. دولت ترکیه محدودیت‌های زیادی برای گزارش جنگ علیه کردهای عفرین در سوریه وضع کرده‌است.
۱۱ نفر از اعضای اتحادیه پزشکان ترکیه (Türk Tabipleri Birliği) پس از صدور بیانیه در مخالفت با عملیات شاخهٔ زیتون بازداشت شدند، این پزشکان پس از مدتی آزاد شدند اما اردوغان در یک سخنرانی گفت دستور داده تا کلمه «TÜRK» از اسم این اتحادیه حذف شود، چرا که به گفتهٔ او این تشکل هیچ رابطه‌ای با این کلمه نداشته و لایق این کلمه نیستند.
تا تاریخ ۱۱ فوریه نزدیک به ۶۰۰ نفر به علت مخالفت با عملیات «شاخه زیتون»، در ترکیه بازداشت شدند، این افراد غالباً به علت اظهار نظر در فضای مجازی بازداشت شده‌اند.

در تاریخ ۳۰ ژانویه، بخش مبارزه با جرائم سازمان یافتهٔ پلیس شهر آدانا، در یک عملیات هماهنگ ۲۱ نفر از اعضای بنیاد آموزش و خدمات «فرقان» از جمله روحانی معروف، «آلپ ارسلان کویتول»، را بازداشت کرد. این روحانی طی یک سخنرانی در یک جلسه عمومی، به شدت از عملیات «شاخه زیتون» انتقاد کرده بود و ویدیو این سخنرانی در سطح وسیعی در اینترنت منتشر شده بود. هم‌زمان کلیهٔ فعالیت‌های این بنیاد در آدانا ممنوع اعلام شده‌است. شامگاه ۳ فوریه ۲۰۱۸ در استانبول «سمرا کویتول»، همسر روحانی معروف ترکیه «آلپ ارسلان کویتول»، از یک تصادف رانندگی مشکوک جان سالم به درد برد.
اخراج مجری معروف شبکه تی آرتی خبر، خانم «طوبا دالکیلیچ»، به علت این که در جریان قرائت خبر روز ۲۹ ژانویه ۲۰۱۸ بنا به گفته خود «سهواً»، اعلام کرده بود نیروهای مسلح ترکیه اقدام به هدف قرار دادن غیرنظامیان در جریان عملیات شاخه زیتون می‌کنند.

#### ایران
روز چهارشنبه ۴ بهمن ۱۳۹۶ گروهی از مردم معترض به عملیات ترکیه در کردستان سوریه در شهر کردنشین سنندج در این شهر تجمع اعتراضی بر پا کردند. تجمع کنندگان شعار «مرگ بر اردوغان» سر می‌دادند. نیروی انتظامی جمهوری اسلامی ایران به سرعت دست به متفرق کردن مردم و ضرب و شتم آن‌ها زد. نمایندگان کرد مجلس شورای اسلامی در نامه‌ای به دبیرکل سازمان ملل حمله ترکیه به عفرین سوریه را محکوم کرده و از «سکوت» این سازمان و سایر سازمان‌های بین‌المللی انتقاد کردند. ۵۲ فعال مدنی و سیاسی کرد در ایران در بیانیه‌ای، حمله دولت ترکیه به شمال سوریه و منطقه عفرین را محکوم کردند. این بیانیه با اعلام اینکه دولت ترکیه برخلاف قواعد بین‌المللی، اقدام به حضور نظامی در سوریه و محاصره مناطق کردنشین کرده، از کشته شدن غیرنظامیان ابراز نگرانی کرده‌است. بیش از ۱۱۰ وکیل دادگستری و حقوقدان ایرانی هم طوماری علیه تهاجم ترکیه به کردستان سوریه را امضا کردند.
در جریان مسابقهٔ فوتبال بین دو تیم سردار بوکان و استقلال اهواز، برخی هواداران تیم سردار در حمایت از مقاومت عفرین، شعار «مرگ بر ترکیه» سر دادند. به گفتهٔ محمدقسیم عثمانی، نمایندهٔ بوکان در مجلس، در بازی سردار بوکان و شهرداری بندرعباس نیز هواداران تیم سردار علیه اردوغان شعار داده و وارد زمین مسابقه شدند، که منجر به درگیری با نیروی انتظامی شد. دفتر سیاسی فرمانداری بوکان اعلام کرد در جریان برخورد تماشاچیان و نیروهای انتظامی، ۱۲ تماشاچی و تعدادی از نیروهای انتظامی مصدوم شدند و یک تن با اسلحه کلت هدف قرار گرفت. نیروی انتظامی شلیک با کلت به تماشاچیان را تکذیب می‌کند و زد و خورد را به خاطر دفاع از بازیکنان تیم مهمان عنوان کرده‌است.

#### عراق
در بسیاری از شهرهای کردستان عراق راهپیمایی‌هایی در اعتراض به حمله ترکیه انجام شد و به گفتهٔ خبرگزاری فرات، در برخی موارد حزب دموکرات کردستان از راهپیمایی‌ها جلوگیری کرد. استاندار سلیمانیه نیز در اعتراض به «اشغال عفرین» سه روز عزای عمومی اعلام کرد و جشن‌های نوروز در این استان را لغو نمود.

#### لبنان
روز ۵ فوریه، جمعی از کردهای ساکن لبنان در اعتراض به عملیات ارتش ترکیه در برابر سفارت آمریکا در شمال بیروت دست به تظاهرات زدند. معترضان پیامی به سفارت آمریکا تحویل داده و از دولت آمریکا خواستند در شمال سوریه، منطقهٔ پرواز ممنوع اعلام کند.
ولید جنبلاط، رئیس حزب سوسیالیست ترقی خواه لبنان و از رهبران دروزی‌ها، روز ۴ فوریه در توییترش ضمن انتشار یک نقاشی از بارین کوبانی، دختر مبارز مثله شده، نوشت: «همگان می‌دانند، مشکل ترکیه با کردها، یک مشکل اساسی است که پیشینه آن به صد سال یا بیشتر در روزهای امپراتوری عثمانی، بر می‌گردد. جای تعجب دارد که چرا اعراب و مخصوصاً مخالفین بشار اسد، خود را وارد بازی قدرت‌ها کرده‌اند، و به‌طور خاص در عفرین به جای بشار اسد در حال کشتن کردها هستند. گویی این مشکل تاریخی اعراب و کردها بوده‌است. صلاح‌الدین را فراموش کرده‌ایم…»

### در اروپا

#### آلمان

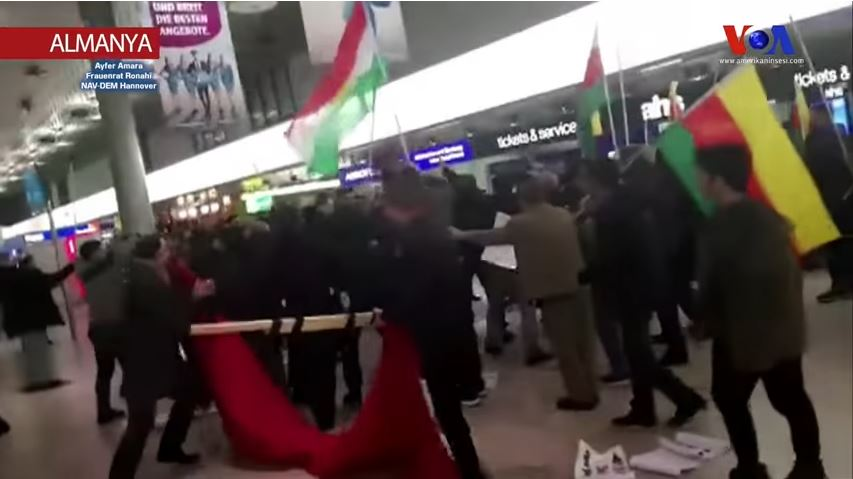
درگیری مهاجران کرد و ترک در فرودگاه هانوفر آلمان، ۲۲ ژانویه

تظاهراتی که علیه حملات ترکیه در شمال سوریه در هانوفر آلمان برپا شده بود، به درگیری انجامید. در جریان این تظاهرات که روز دوشنبه ۲۲ ژانویه در فرودگاه هانوفر برگزار شد، معترضان کرد با گروهی از هواداران ترکیه به زد و خورد پرداختند. گزارش‌ها حاکی از درگیری بین ده‌ها نفر بود. زد و خورد چنان شدید بود که پلیس برای متفرق کردن جمعیت متوسل به استفاده از اسپری فلفل شد. نیروهای پلیس به سرعت درگیری را تحت کنترل درآوردند. پلیس شکایت‌های متعددی در مورد آسیب‌های جسمی و تخریب اموال دریافت کرده‌است ولی به کسی آسیب جدی وارد نشده‌است. بعدازظهر همین روز، تظاهرات دیگری در مرکز شهر هانوفر برگزار شد که صلح‌آمیز به پایان رسید. حوادث مشابهی در شهرهای دیگر آلمان اتفاق افتاد که مقامات پلیس آلمان آن‌ها را با تحولات اخیر در شمال سوریه ارتباط می‌دهند. شب ۲۱ ژانویه، افرادی ناشناس به یک مسجد ترک در شهر کاسل آلمان رنگ پاشیدند. در اقدامی دیگر، افرادی ناشناس به پنجره‌های دفتر اتحادیهٔ ترکی-اسلامی «دیتیب» (Ditib) در شهر میندن در ایالت نوردراین وستفالن، اشیایی پرتاب کردند و با اسپری رنگ روی دیوارهای ساختمان شعارهایی مانند «تقاص عفرین» نوشتند. دیتیب بزرگ‌ترین نهاد اسلامی نزدیک به دولت ترکیه در آلمان است.
روزشنبه ۲۷ ژانویه خبرگزاری آناتولی گفت «هواداران گروه تروریستی پ‌ک‌ک/پ‌ی‌د» مقابل سفارت ترکیه در برلین، با پرتاب سنگ و دادن شعار هرج و مرج آفریدند. و ترک‌تباران آلمان به دعوت اتحادیه ترک‌های دموکرات اروپا (UETD) برای حمایت از عملیات شاخهٔ زیتون علیه «گروه‌های تروریستی در عفرین» در میدان فریدن‌پلاتز شهر بُن ایالت نوردراین-وستفالن، راهپیمایی کردند.
در ۲۷ ژانویه نیز هزاران نفر از کردهای ساکن شهر کلن به فراخوان جامعه دموکراتیک کردهای مقیم آلمان راه‌پیمایی کردند. به گفتهٔ پلیس آلمان حدود ۲۰ هزار نفر در این حرکت اعتراضی شرکت کردند. پلیس آلمان در این تظاهرات با معترضانی که پرچم کردستان و عکس عبدالله اوجالان، رهبر حزب کارگران کردستان یا پلاکاردهایی در پشتیبانی از پ‌ک‌ک را همراه داشته‌اند، درگیر شد. بر اساس داده‌های اداره حفاظت از قانون اساسی آلمان، جامعه دموکراتیک کردهای مقیم آلمان از نظر ایدئولوژیک به پ‌ک‌ک نزدیک است.
در پی انتشار گزارش‌هایی دایر بر استفاده ترکیه از تانک‌های آلمانی لئوپارد در عملیات علیه شبه نظامیان کرد در شمال سوریه، درخواست‌ها از دولت آلمان برای توقف صادرات تسلیحاتی به ترکیه بالا گرفته‌است. بعضی سیاستمداران آلمانی درخواست کرده‌اند که هر معامله‌ای برای نوسازی تانک‌های ترکیه متوقف شود. نوربرت روتگن، از اعضای اتحادیه دمکرات مسیحی و رئیس کمیته روابط خارجی پارلمان گفت که املا واضح است که آلمان نباید در این مقطع تانک‌ها را روزآمد کند. اگنیتزکا بروگر، نماینده پارلمان از حزب سبز، گفت که این باید «زنگ بیدار باشی» برای دولت آلمان باشد. سارا واگن‌کنشت، رهبر فراکسیون حزب چپ‌ها در پارلمان آلمان از دولت خواست حمله ارتش ترکیه را قاطعانه محکوم کند، حمله‌ای که به گفته او «تجاوزکارانه» و «بر خلاف حقوق بین‌الملل» است. رهبر فراکسیون حزب چپ‌ها هم‌چنین خواستار توقف ارسال سلاح از آلمان به ترکیه و خروج سربازان آلمانی مستقر در ترکیه شد. سارا واگن‌کنشت گفت «این شرم‌آور است که هم‌زمان با حمله ترکیه به سوریه، زیگمار گابریل همکاری تسلیحاتی با دولت این کشور را مدنظر قرار داده‌است». رهبر فراکسیون حزب چپ‌ها در پارلمان آلمان اضافه کرد، مرکل و گابریل نباید در جنگ اردوغان علیه مبارزان ضد داعش کرد، به یاری او بشتابند. الکساندر لامبسدورف، سیاستمدار دیگر آلمان از حزب لیبرال آلمان (FDP) نیز از رفتار ترکیه انتقاد کرد. او گفت «تهاجم ترکیه از نظر حقوق بین‌الملل قانونی نیست. در این باره مجوز سازمان ملل وجود ندارد و بحث بر سر دفاع از خود نیز نیست.» لامبسدورف جامعه جهانی را فراخواند که از ترکیه بخواهند عملیات نظامی خود را متوقف کرده و به یک راه‌حل سیاسی روی آورد.
طبق گزارش وزارت کشور آلمان سه ماه نخست سال جاری میلادی ۳۷ مورد حملهٔ فعالان کرد به مساجد، انجمن‌ها و مراکز فرهنگی و رستوران‌های ترک‌های ترکیه در آلمان صورت گرفته‌است. این آمار نسبت به سال گذشته ۲۴ مورد افزایش داشته و گفته می‌شود دلیل آن عملیات ارتش ترکیه علیه کردها در سوریه می‌باشد.

#### بریتانیا
در روز پنجم عملیات ترکیه در عفرین گروهی از دموکراتهای اروپایی ترکیه در جلوی ساختمان بی‌بی‌سی در لندن تجمع کردند. تظاهرکنندگان نوشته‌ها و پرچم‌های ترکیه را به همراه داشتند و با قرائت بیانیه‌ای از اقدام ضد تروریستی ترکیه حمایت کردند.
در پاسخ به این اجتماعات ۲۷ ژانویه کردهای ساکن لندن و گروهی از فعالان سیاسی در مقابل ساختمان بی‌بی‌سی تظاهرات کردند. این افراد پرچم‌های پ.ک.ک، پ‌ی‌د و تصاویر عبدالله اوجالان را در دست داشتند و علیه ترکیه و رجب طیب اردوغان به ترکی، کردی و انگلیسی شعار می‌دادند. آن‌ها از طریق خیابان آکسفورد به مقابل ساختمان نخست‌وزیری حرکت کردند و به این سبب پلیس لندن جلوی افراد را گرفت.

#### ایتالیا

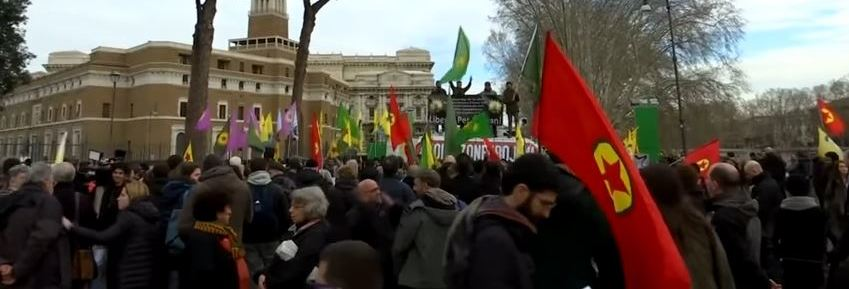
معترضان به سفر اردوغان در واتیکان

روز ۵ فوریه، رجب طیب اردوغان با کاروانی متشکل از ۳۰ خودرو و یک یگان اسکورت موتور سوار وارد واتیکان شد. حضور او در رم و واتیکان با تظاهرات اعتراضی همراه بود. روز قبل نیز کنشگران در کلیسایی در شهر تورین از عملیات شاخهٔ زیتون انتقاد کردند. تظاهرکنندگان «سوءاستفاده از واژه شاخهٔ زیتون» که در مسیحیت نمادی از صلح است، را محکوم دانستند. با سفر اردوغان به واتیکان، کردها در نزدیکی واتیکان به تجمع پرداختند که موجب دستور ممنوعیت تظاهرات و تدابیر امنیتی مقامات ایتالیا شد.

## واکنش‌های بین‌المللی

### کشورهای عضو سازمان ملل
- سوریه: وزیر امور خارجه سوریه حمله ترکیه به شهر عفرین را محکوم کرد و آن را بخشی جدایی‌ناپذیر از سوریه خواند.
- وزارت امور خارجه ایران در نخستین واکنش به عملیات نظامی ترکیه در شمال سوریه گفت که امیدوار است «این عملیات فوراً پایان یافته و از تعمیق و گسترش بحران در مناطق مرزی ترکیه و سوریه جلوگیری به عمل آید».[۲۱۵] یحیی رحیم صفوی، مشاور عالی رهبر جمهوری اسلامی ایران در امور نظامی روز چهارشنبه ۴ بهمن در مصاحبه‌ای ضمن ابراز نگرانی از حضور آمریکا در سوریه، از تمایل ایران برای «ائتلاف‌سازی» در برابر این کشور خبر داد. او از پاکستان و عراق به عنوان گزینه‌هایی برای ایده ائتلاف‌سازی نام برد.[۲۱۶]
- رکس تیلرسون، وزیر خارجه آمریکا شامگاه یکشنبه ۲۱ ژانویه (اول بهمن) پس از گفتگو با وزیران خارجه روسیه و ترکیه از پیامدهای عملیات نظامی «شاخه زیتون» علیه کردها در شمال غرب سوریه ابراز نگرانی کرد. او با انتشار بیانیه‌ای گفت که به ویژه «وضعیت غیرنظامیان بیگناه» نگران‌کننده است.[۲۱۷] هدر نوئرت، سخنگوی وزارت امور خارجه آمریکا، روز ۲۶ ژانویه ۲۰۱۸ گفت: «ترکیه در شمال غرب سوریه داعش را کنار گذاشته و به دنبال پ‌ک‌ک است.»[۶۳] دونالد ترامپ روز چهارشنبه ۲۴ ژانویه (۴ بهمن) در تماس تلفنی با رجب طیب اردوغان پیرامون حمله اخیر ارتش ترکیه به شمال سوریه گفتگو کرد. بر اساس بیانیه کاخ سفید، رئیس‌جمهور ایالات متحده ضمن تقاضا از اردوغان برای خویشتنداری در قبال کردهای سوریه، خواستار محدود شدن عملیات نظامی ترکیه در عفرین شده‌است. او همچنین از اردوغان خواسته‌است، از اقداماتی که باعث کشته‌شدن غیرنظامیان می‌شوند یا می‌توانند به درگیری بین نیروهای آمریکایی و ترکیه بینجامند، پرهیز کند.[۲۱۸]
- معاون سخنگوی وزارت امور خارجه آلمان، راینر برول، در سخنرانی در کنفرانس مطبوعاتی در برلین، گفت ترکیه حق دارد از مرز مشترک خود با سوریه دفاع کند، اما همچنین خواستار پایان مسالمت‌آمیز این جریان شد.[۲۱۹] زیگمار گابریل، وزیر امور خارجه آلمان روز دوشنبه (۲۲ ژانویه/ ۲ بهمن) در تماسی تلفنی با مولود چاووش‌اوغلو، همتای ترک خود، دربارهٔ عملیات اخیر ارتش ترکیه در شمال غرب سوریه گفتگو کرد. به گفته وزارت خارجه آلمان، گابریل در این گفتگو نگرانی دولت آلمان از تشدید تنش در شمال سوریه و تأثیرات آن بر وضعیت غیرنظامیان را با وزیر امور خارجه ترکیه در میان گذاشته‌است.[۲۰۹]
- فرانسه خواستار نشست اضطراری شورای امنیت سازمان ملل متحد دربارهٔ تحولات اخیر در مرز سوریه و ترکیه شد. ژان ایو لودریان، وزیرخارجه فرانسه، هم‌زمان با طرح این درخواست، در گفتگوی تلفنی با مولود چاووش اوغلو، خواستار خویشتن داری مقام‌های این کشور در قبال تلفات انسانی در سوریه شد.[۲۲۰]امانوئل مکرون، رئیس‌جمهوری فرانسه، نیز در گفتگوی تلفنی با اردوغان این نکته ضروری را خاطرنشان کرد که نبرد اصلی در سوریه باید علیه گروه تروریستی دولت اسلامی و سایر نیروهای جهادی باشد. مکرون همچنین تأکید کرده که «شرایط بشردوستانه لازم برای شهروندان غیرنظامی» باید تضمین شود و در نهایت راه‌حل سیاسی در جنگ سوریه باید مقدم بر سایر راه‌ها باشد.[۶۶] به دنبال انتقاد فرانسوا اولاند، رئیس‌جمهور سابق فرانسه، از رویکرد دولت کنونی این کشور نسبت به کردها،[۲۲۱] امانوئل ماکرون پیشنهاد میانجیگری بین نیروهای دموکراتیک و دولت ترکیه را داد، که ترکیه آن را «غیرقابل قبول» خواند و «هرگونه تلاش برای گفتگو با این ساختار تروریستی» را مردود دانست.[۲۲۲]
- بوریس جانسون، وزیر امور خارجه انگلستان، در توئیتر نوشت: «از نزدیک تحولات عفرین را دنبال می‌کنیم. این حق ترکیه است که مرزهایش را امن کند. ما هدف مشترکی برای کاهش خشونت و همچنین تمرکز بر روی این مأموریت مهم داریم: یک روند سیاسی در سوریه که منجر به پایان حکومت اسد شود.»[۲۲۳] ۲۶ ژانویه اردوغان با ترزا می، نخست‌وزیر انگلستان، در خصوص عملیات شاخهٔ زیتون تلفنی گفتگو کرد. ترزا می از تلاش‌های آنکارا برای مبارزه با تروریسم به ویژه داعش در سوریه و برقراری ثبات و امنیت در این کشور تمجید کرد.[۲۲۴]
- سرگئی لاوروف «اقدامات یک‌جانبه» آمریکا در مورد ایران و سوریه را تقبیح کرد و گفت ترکیه از این که آمریکا به تعهد خود در مورد سوریه پایبند نبوده و یک‌جانبه عمل می‌کند، «عصبانی» شده‌است.[۲۲۵]
- مصر عملیات نظامی ترکیه در منطقهٔ عفرین را محکوم کرد و اعلام کرد که این اقدام تهدید جدی برای حاکمیت سوریه است.[۲۲۶]
- وزیر امور خارجه هلند، هالبه زیلسترا، گفت که ترکیه حق دارد از خود و مرز خود دفاع کند، اما به همین ترتیب ترکیه حق تحمیل جنگ را ندارد. وی همچنین در نامهٔ خود به پارلمان هلند اشاره کرد که حملهٔ ترکیه در عفرین بر مبارزه مشترک علیه داعش تأثیر خواهد گذاشت زیرا کردهای ی‌پ‌گ همراه با ائتلاف بین‌المللی علیه داعش مبارزه می‌کنند و اکنون توسط ترکیه مورد حمله قرار گرفته‌اند.[۲۲۷]
- سخنگوی وزارت امور خارجه جمهوری آذربایجان، حکمت حقیوف، گفت که آذربایجان به‌طور کامل نگرانی‌های امنیتی ترکیه علیه «تهدید تروریسم» را درک می‌کند. حقیوف همچنین گفت: «آذربایجانی که از تروریسم رنج می‌برد، تمام اشکال و تظاهرات تروریسم را محکوم می‌کند و از تلاش‌های جامعه بین‌المللی در مبارزه با این تهدید حمایت می‌کند.»[۲۲۸]
- قطر از حمله نظامی ترکیه به شبه نظامیان کرد در سوریه حمایت کرده و از آن به عنوان یاری‌رسانی برای دفاع از «امنیت ملی» یکی از نزدیکترین متحدانش سخن گفته‌است. لولوه الخاطر، سخنگوی وزارت امور خارجه قطر، روز دوشنبه ۲۲ ژانویه گفت: «دولت قطر بار دیگر بر حمایتش از تلاش‌های جمهوری ترکیه برای حفظ امنیت ملی خود در برابر تجاوزات و حمله‌های تروریستی به خاک ترکیه تأکید می‌کند.» الخاطر در مصاحبه با رسانه‌های قطر گفت که آغاز عملیات نظامی ترکیه «به دلیل نگرانی‌های مشروع در ارتباط با امنیت ملی و تأمین امنیت مرزهای آن و همچنین دفاع از تمامیت ارضی سوریه در برابر خطر تجزیه بوده‌است».[۲۲۹]
- جمهوری قبرس حملهٔ ترکیه به عفرین را «غیرقانونی» خواند و تأکید کرد که بحران سوریه با ابزار نظامی حل نمی‌شود.[۲۳۰]
- رئیس‌جمهور بلغارستان این عملیات را محکوم کرد و خواستار دخالت اتحادیه اروپا برای توفق عملیات شد.[۲۳۱][۲۳۲]

### سازمان‌های فراملی
- فدریکا موگرینی، نماینده عالی اتحادیه اروپا در سیاست خارجی و امور امنیتی، در واکنش به این موضوع گفت: «من به شدت نگران این مسئله هستم و این موضوع را همراه با دیگر موضاعت با مخاطبان ترک مطرح می‌کنم.» وی افزود: «نگران تأثیر این حملات بر غیرنظامیان و روند صلح مورد حمایت سازمان ملل هستم.» او افزود: «به دو دلیل نگران هستم: اول این که مسئله انسانی مطرح است و ما باید اطمینان حاصل کنم که دسترسی تضمین شده وجود دارد و مردم و غیرنظامیان تحت تأثیر عملیات نظامی قرار نمی‌گیرند و دوم این که این حملات می‌تواند بر مذاکرات ژنو تأثیر بگذارد.»[۲۰۹][۲۳۳][۲۳۴]
- رز گتمولر، معاون دبیرکل ناتو، در سخنرانی خود در دانشکده افسری استانبول گفت: «در میان همه متحدان ناتو، ترکیه بیشتر در معرض بی‌ثباتی و آشفتگی ناشی از خاورمیانه قرار دارد. کشور شما از چندین حمله تروریستی وحشیانه رنج برده‌است و می‌خواهم بدانید که ناتو در مبارزه با تروریسم با ترکیه همکاری می‌کند.»[۲۳۵]ینس استولتنبرگ، دبیرکل ناتو طی سخنانی در نشست خبری که در پی دیدار با ماریانو راخوی، نخست‌وزیر اسپانیا در شهر مادرید برگزار شد اظهار داشت: «ترکیه یکی از کشورهای عضو ناتو است که در معرض بیشترین تهدیدهای تروریستی قرار گرفته‌است. ترکیه همانند دیگر کشورها حق دفاع از خود را دارد اما باید این اقدام به صورت حساب شده باشد.» وی افزود: «هفته گذشته با جناب اردوغان در این زمینه گفتگو کردم. با رهبران کشورهای ذی‌ربط در تماس مستمر و منظم در این مورد هستم. برای پیدا کردن بهترین راه جهت برون رفت از بحران شمال سوریه آمریکا و ترکیه را به برقراری تماس مستقیم بین خود دعوت می‌کنم.»[۲۳۶]

### دیگران
- ائتلاف ملی سوریه ضمن حمایت از عملیات مشترک ارتش ملی سوریه و نیروهای مسلح ترکیه آن را به عنوان ادامه مبارزه علیه «رژیم استبدادی اسد، سازمان‌های تروریستی و متحد ایرانی او» خواند. ائتلاف ملی گروه‌های پ‌ک‌ک، ی‌پ‌گ و پ‌ی‌د را سازمان‌های تروریستی خواند و خواستار حذف آن‌ها از سوریه شد.[۲۳۷]
  -  رئیس مجلس ترکمنهای سوریه امین بوزوگلن اظهار داشت: «ما مطلع شدیم که گروه تروریستی پ‌ک‌ک و پ‌ی‌دنیروهای خود را به رقه انتقال خواهند داد، جایی که برای سال‌ها با نیروهای رژیم کار می‌کرد.» وی همچنین گفت که ترکیه باید قطعاً اقدام‌های لازم را در این زمینه انجام دهد.[۲۳۸]
  -  مجلس ملی کردستان در سوریه که بخشی از ائتلاف ملی سوریه است، عملیات نظامی ترکیه در عفرین را محکوم کرد. در بیانیه‌ای که در تاریخ ۲۲ ژانویه منتشر شد، مجلس ملی کردستان اعلام کرد که بیانیه ائتلاف ملی سوریه در حمایت از عملیات را قبول ندارد و اعلام کرد که این بیانیه بدون مشورت با مجلس ملی کردستان منتشر شد. این مجلس همچنین خواستار توقف بمباران و عملیات نظامی در عفرین شد.[۲۳۹][۲۴۰]
- ی‌پ‌گ اظهار داشت که «آنها در صورت حمله ترکیه به غیرنظامیان به آن‌ها پاسخ خواهند داد.»[۲۴۱][۲۴۲] فرماندهی کل ی‌پ‌گ در عفرین اعلام کرد: «ما می‌دانیم که بدون اجازه نیروهای جهانی و عمدتاً روسیه که نیروهای آن‌ها در عفرین مستقر هستند، ترکیه نمی‌تواند به عفرین حمله هوایی کند، بنابراین ما روسیه را به عنوان مسئولیت ترکیه تحت فشار می‌گذاریم و بر این اعتقاد داریم که روسیه شریک جرم ترکیه در قتل‌عام غیرنظامیان منطقه است.»[۲۴۳]
- : المل گونش، عضو یگان زنان آزاد حزب کارگران کردستان، گفت: «مقاومت مردم عفرین موجب انقلاب در کردستان شمالی و ترکیه خواهد شد.» او همچنین خواستار قیام در داخل ترکیه شد. سخنرانی او با شعارهای «زنده باد مقاومت عفرین» و «رهبر آپو» پایان یافت.[۲۴۴]
- آیدین مورف، قائم مقام جبهه ترکمن‌های عراق، گفت: «ما به خوبی می‌دانیم که این عملیات سازمان‌های تروریستی در عفرین را هدف قرار می‌دهد و نه ساکنان محلی یا برادران کرد مارا. گروه‌های مسلح که در حال حاضر در منطقه مستقر هستند تهدیدی جدی برای ترکیه به‌شمار می‌آیند. ترکمن‌های عراق همچنان در کنار جمهوری ترکیه ایستاده‌اند. ما معتقدیم که این عملیات برای بازگرداندن صلح، رفاه و برادری به منطقه مؤثر خواهد بود. حضور گروه تروریستی پ‌ک‌ک و پ‌ی‌د زندگی مردم در شنگال را مختل ساخته؛ بنابراین ما معتقدیم مهم است که چنین عملیاتی را در شنگال انجام دهیم.»[۲۴۵]
- حزب کمونیست کارگری سوریه این عملیات را محکوم کرد.[۲۴۶]
- خالد مشعل رئیس پیشین دفتر سیاسی جنبش مقاومت اسلامی فلسطین در نشستی در استانبول اظهار داشت «پیروزی در عفرین نماد اراده ترکیه بود. ان شاءالله ویژگی‌های قهرمانی برای امت خود ثبت خواهیم کرد».[۲۴۷]

## نگارخانه
- برخی از کردهای مخالف پ‌ی‌د به یگان‌های ارتش آزاد سوریه که تحت حمایت ترکیه هستند پیوسته‌اند.[۲۴۸][۲۴۹][۲۵۰][۲۵۱]
- پیکارجویان ی‌پ‌گ در جنگل‌های اطراف عفرین
- نماز خواندن اعضای ارتش آزاد تحت حمایت ترکیه پس از تصرف کوه برسا
- فرمانده نیروهای سوری
- ورود نیروهای طرفدار دولت سوریه به عفرین
- نیروهای ارتش آزاد سوریه تحت حمایت ترکیه در حال پیشروی به سمت عفرین.
- تصرف کوه برسا توسط نیروهای ترک و ارتش آزاد